# さつま広橋インターチェンジ
さつま広橋インターチェンジ（さつまひろはしインターチェンジ）は、鹿児島県薩摩郡さつま町求名（ぐみょう）にある北薩横断道路のインターチェンジである。2012年2月14日に供用開始された。

## 道路
- 北薩横断道路

## 歴史
- 2012年2月14日 : さつま観音滝IC-さつま広橋IC間開通に伴い供用開始[1][2]。
- 2024年3月17日 : さつま広橋IC - 佐志IC間開通[3]。

## 接続する道路
- 鹿児島県道396号薩摩祁答院線

## 周辺
- さつま町役場薩摩支所
- さつま町立薩摩中学校

## 隣
北薩横断道路
さつま観音滝IC - さつま広橋IC - 佐志IC